# ミートキュート 〜最高の日を何度でも〜
『ミートキュート ～最高の日を何度でも～』（原題:Meet Cute）は2022年に配信されたアメリカ合衆国のロマンティック・コメディ映画。女性側視点でのタイムループラブコメディ。
日本でも劇場公開されず、配信されている。

## ストーリー
ニューヨークに住むシーラは、夜の酒場で近くの席にすわっていたギャリーに話しかけ、2人は意気投合して、翌朝まで、ニューヨークの街のあちこちにいき、一緒にすごす。
しかし、シーラは、たまたま訪れたネイル・サロンに、なぜか置かれていたタイムマシンを利用して、タイムトラベルをしていた女性だった。シーラのほうだけは、その一夜を何度も何度も、繰り返して体験しているのだった。しかし、その夜のギャリーが物足りなくなってきたシーラは、さらに過去にもどって、子供のころのギャリーに出会い、「よりよいギャリー」に改造しようと試みる。

## キャスト
※括弧内は日本語吹替。
- シーラ：ケイリー・クオコ（木下紗華）
- ギャリー：ピート・デイヴィッドソン（小松史法）
- ジューン：デボラ・S・クレイグ（東内マリ子）
- ケヴィン・コリガン
- ロック・コーリ

日本語吹替その他：細川祥央、菊永あかり、葉山那奈、野首南帆子、佐々木薫、泉水優那、山口恵、谷内健
日本語版制作スタッフ 演出：岩田敦彦、翻訳：矢島由紀、制作：プロセンスタジオ

## スタッフ
- 監督：アレックス・レーマン
- 脚本：Noga Pnueli